# Kontextdiagramm

Kontextdiagramm mit Schnittstellen und Datenflüssen

Ein Kontextdiagramm dient der Modellierung einer Systemumgebung in einer frühen Entwurfs- oder Analysephase (siehe Strukturierte Analyse). Das Kontextdiagramm stellt die oberste Hierarchieebene von Datenflussdiagrammen dar. Es handelt sich um ein abstraktes Datenflussdiagramm, mit dem die Schnittstellen des Systems zu dessen Umwelt abgebildet werden. Es besteht aus genau einem Prozess, der als Kreis dargestellt und mit der Nummer 0. versehen wird. Dieser Prozess wird schrittweise feiner gegliedert und in seine Bestandteile zerlegt. Die Komponenten, die mit dem System interagieren, werden als Rechtecke dargestellt, Datenflüsse werden durch Pfeile vom oder zum Prozess repräsentiert.
Das Kontextdiagramm stammt ursprünglich aus der Wirtschaftsinformatik und wird zum Beispiel bei Enterprise Application Integration verwendet, um die Anforderungen an ein System zu visualisieren.
Nur wenn die strukturierte Analyse zur dynamischen Analyse erweitert wird, sind auch die sonst nicht vorgesehenen Kontrollflüsse darstellbar.
Bei Verwendung der UML übernimmt gewöhnlich das Anwendungsfalldiagramm die Rolle des Kontextdiagramms.